# Tarzan de Castro
Tarzan de Castro (Alto Araguaia, MT, 5 de junho de 1938) é um político brasileiro.

## Vida Parlamentar
Foi Deputado Estadual pelo PMDB da 10.ª Legislatura de Goiás de 1983 a 1987.Na Câmara Federal assumiu como Suplente, o mandato de Deputado Federal na legislatura de 1987 a 1991, de 3 de janeiro a 29 de outubro de 1989, na vaga de Paulo Roberto Cunha.

## Outras informações
Líder secundarista em Goiânia nos anos 60, e Ex-guerrilheiro, testemunha ocular dos anos de chumbo, que aconteceu nos anos de arbítrio (1964-1985). Em 13 de junho de 1964, teve seus direitos políticos suspensos por 10 anos, com base no AI-1. Depois de várias prisões, deixa o país, exilando-se na Europa. Com a anistia em 1979, retorna ao país e filia-se ao PMDB. Em 1986, na cisão liderada por Mauro Borges, deixa o PMDB, filiando-se ao PDC.

## Ligaçoes Externa
- Tarzan de Castro Perfil biográfico